# Distretto di San Félix
Il distretto di San Félix è un distretto di Panama nella provincia di Chiriquí con 6.304 abitanti al censimento 2010

## Geografia antropica

### Suddivisioni amministrative
Il distretto è suddiviso in cinque comuni (corregimientos):
- Las Lajas
- Juay
- Lajas Adentro
- San Félix
- Santa Cruz